# ダンタガワ
ダンタガワは日本の漫画家、イラストレーター。

## 経歴・作品
- 2016年に集英社少年ジャンプ+ブロンズルーキー賞受賞作「フェイバリット」で漫画家デビュー[1]。 漫画家デビュー前は映像作家・アニメ監督のイシバシミツユキのミュージックビデオの絵コンテやイメージボードを制作していた。MV制作アーティストはALI PROJECT・JAM PROJECT・妖精帝國・春奈るななど。[2]

- 2018年にpixivコミックにて「ラファンドール国物語〜若き光の追憶〜」をコミカライズ連載。[3]

- 2021年に一二三書房「コミックノヴァ」にて「異世界還りのおっさんは終末世界で無双する」をコミカライズ連載。[4]